# Sastruga
Un sastruga ou zastruga est un terme décrivant les structures de neige qui résultent de l'érosion par le vent . Il existe différents types de sastrugi, qui ont des formes variées comme les lancéolates qui ont une pointe en porte-à-faux et en contre-dépouille orientée dans le sens du vent. Néanmoins tous les sastrugi sont caractérisés par leur forme longitudinales. Les arêtes des sastrugi sont généralement orientées dans la direction des vents dominants. Les sastrugi sont omniprésents sur les calottes polaires mais se trouvent également dans les Alpes françaises, au Colorado, ou toutes étendues enneigées, ce qui en fait probablement la structure éolienne la plus répandue dans les étendues de neige. Leur analogue dans les déserts sont les yardangs. Cependant, alors que les yardangs durent des décennies et sont des caractéristiques à l'échelle du kilomètre, la formation et la durée de vie des sastrugis sont encore insaisissables et sont bien plus petites. Néanmoins, les phénomènes à l'origine de leur formation sont similaires.
Le mot, emprunté au russe zastruga (féminin), est généralement utilisé au pluriel : sastrugi. Un autre terme singulier, de type latin, sastrugus, est utilisé dans des écrits divers, comme les carnets d'expédition de Robert Falcon Scott, et Au cœur de l'Antarctique - Vers le pôle sud d'Ernest Shackleton. Les Inuits du Canada les appellent kalutoqaniq.

## Formation
Sous l'action de vents réguliers, les particules de neige libres sont transportées, de manière similaire aux les grains de sable dans les déserts. En s'accumulant, elles forment des structures de neige, dont les formes ne sont pas sans rappeler celles de sable (barkhanes par exemple). En très peu de temps, les grains de neige vont se souder à leur point de contact: c'est le frittage. Les formations dérivées vont donc se consolider. Quand le vent reprend, il érode ces structures et forme des sastrugi. Les Inuits appellent les grandes sculptures kaioqlaq et les petites ondulations tumarinyiq. Une nouvelle érosion pourrait transformer ces structures en sastrugi dérivant. Une étape intermédiaire de l'érosion est le mapsuk, une forme en surplomb. Sur le côté au vent d'une crête, la base s'érode plus rapidement que le sommet, produisant une forme comme une pointe d'enclume pointant au vent.

### Classement
Les sastrugi ont des tailles qui varient, du centimètre au mètre en hauteur, ils peuvent atteindre quelques dizaines de mètres en longueur . Les différentes formes sont caractéristiques de leur stade d'évolution . Des variations saisonnières et régionales de leurs formes ont également été signalées près du plateau de Mizuho. Ils ont une structure stratifiée, en raison de la sculpture différentielle du vent, et ont des angles variés de pentes exposées au vent. Les plus grandes sont particulièrement gênantes pour le déplacement des skieurs, dont elles peuvent aussi briser les skis.

### Endroits de formation

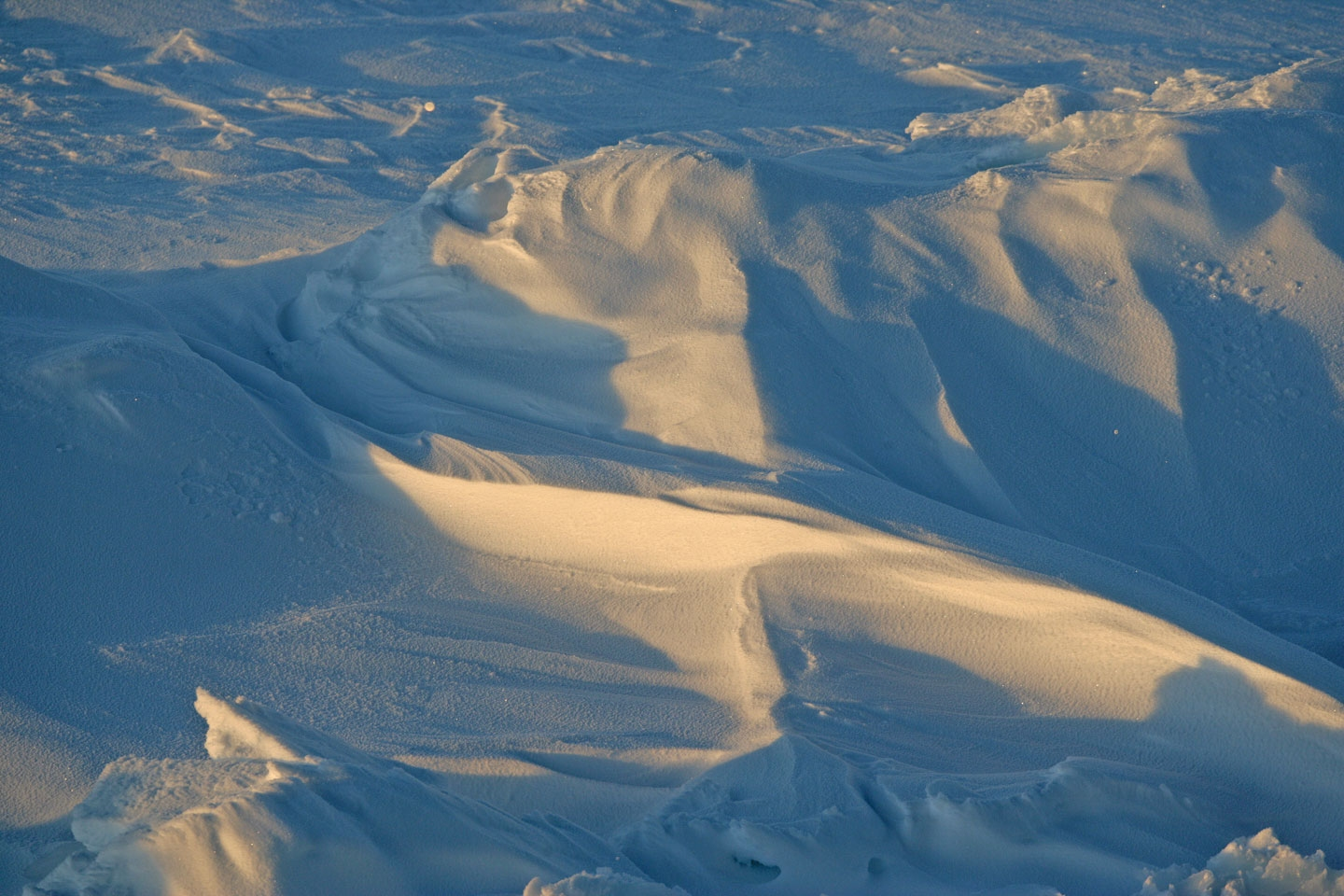
Sastrugi à la surface de l'Océan Arctique (nord-ouest de la Russie, 2006).

Les sastrugi peuvent se former dans tout endroit relativement plat où il tombe de la neige durant une longue période de l'année et qui est balayé par les vents. Ceci peut être des plateaux, des plaines ou même en mer. Dans ce dernier endroit, les sastrugi sont plus susceptibles de se former sur la banquise de première année que sur la glace pluriannuelle. La première est plus lisse que la seconde, ce qui permet au vent de passer uniformément sur la surface sans obstruction topographique. Sauf pendant la saison de fonte, la neige est sèche et légère dans des climats assez froids pour former de la glace de mer, permettant à la neige d'être facilement soufflée et de créer des sastrugi parallèles à la direction du vent. Les emplacements des sastrugi sont bien définis dès mars dans l'hémisphère nord et peuvent être liés à la formation de mares de fonte plus tard en saison. Ces derniers sont plus susceptibles de se former dans les dépressions entre les sastrugi sur la glace de première année.

### Sources
- (en) Cet article est partiellement ou en totalité issu de l’article de Wikipédia en anglais intitulé « Zastruga » (voir la liste des auteurs).